# Selomukti
Selomukti is een bestuurslaag in het regentschap Situbondo van de provincie Oost-Java, Indonesië. Selomukti telt 6231 inwoners (volkstelling 2010).